# Weinmannia exigua
Espèce
Statut de conservation UICN

 CR C2b, D : 
En danger critique
Weinmannia exigua est une espèce de plantes de la famille des Cunoniaceae.

## Publication originale
- Journal of the Arnold Arboretum 33(2): 137–138. 1952.